# (4179) Toutatis
(4179) Toutatis er en 5 km stor nærjords-asteroide med en omløbstid på 3,99 år.
Den 29. september 2004 var den særlig tæt på Jorden; 0,0104 AU (indenfor 4 måneafstande) hvilket gjorde den observerbar. Den 12. december 2012 passerede Toutatis Jorden i en afstand af syv millioner km, svarende til 18 gange Månens afstand.
Planeten er opkaldt efter den keltiske krigsgud, Toutatis.
Den 13. december 2012 fløj den kinesiske månesonde Chang'e 2 tæt forbi Toutatis, mindsteafstanden var 3,2 km.